# Auf Kriegsfuß mit Major Payne
Auf Kriegsfuß mit Major Payne ist eine US-amerikanische Filmkomödie von Nick Castle aus dem Jahr 1995.

## Handlung
Obwohl Major Benson Winifred Payne als Kampfmaschine gilt, hat das US-Militär nach dem Kalten Krieg kaum noch Verwendung für ihn. Deshalb bleibt ihm nur noch die Stelle des Ausbilders an einer Kadettenanstalt, der Madison-Akademie, wo er junge Kadetten ausbilden soll, die bei den jährlich veranstalteten Virginia Military Games bis jetzt immer schlecht abgeschnitten haben. Erschwerend kommt hinzu, dass die Kadetten undiszipliniert sind und großteils noch aus Kindern bestehen.
Aufgrund seines harten und rauen Charakters macht sich Payne sehr schnell sehr unbeliebt. Es entsteht eine Art Kleinkrieg zwischen den Kadetten und Payne. Um ihm seine harten Ausbildungsmethoden heimzuzahlen, spielen ihm die Kadetten, angeführt von dem Dienstältesten – Alex Stone – häufig Streiche, die jedoch meistens danebengehen. Als Reaktion darauf lässt Payne die Jungs unter anderem in Frauenkleidern über den Akademieplatz rennen.
In der Zwischenzeit kommen sich Major Payne und die an der Akademie beschäftigte Psychologin Emily Walburn näher. Diese bewegt ihn zu einem etwas netteren Umgang mit den Kadetten. So gelingt es Payne, die Kadetten zur Teilnahme an den Military Games zu motivieren, wobei er auch seine freundlichere Seite zeigt. Kurz bevor die Spiele beginnen, erscheint Paynes früherer General und bietet ihm eine Beförderung und unmittelbare Vollaufnahme in den militärischen Dienst an, da irgendwo auf der Welt wieder eine Situation entstanden ist, die Paynes „spezieller Fähigkeiten“ bedarf. Dafür erwartet er allerdings, dass Payne sofort abreist. Payne zögert zunächst, entschließt sich aber, gegen den Willen seiner Kadetten und Miss Walburn, für den Militäreinsatz.
Ohne die Leitung ihres Majors gelingt es den Kadetten, angeführt von Alex Stone, sich bei den Militärspielen bis ins Finale vorzukämpfen. Nach dem finalen Hindernislauf kommt es jedoch zu einer Schlägerei zwischen den Kadetten der Madison-Akademie und den Vorjahresgewinnern aus der Wellington-Akademie, da ein ehemaliger Kadett Paynes namens Dotson, der nun für Wellington antritt, Stone kurz vor dem Ziel absichtlich verletzt hat. Der Kommandant von Wellington verlangt daraufhin die sofortige Disqualifikation Madisons, jedoch taucht Major Payne, der seine Meinung inzwischen geändert hat, auf und kann den Veranstalter zu einer Wettkampfentscheidung im Exerzieren überreden. Anstelle Stones überlässt Payne dem Jüngsten der Kompanie, Kevin „Tiger“ Dunne, das Kommando. Die Taktik geht auf und die Madison-Akademie erringt die heiß umkämpfte Trophäe.
Durch die Geschehnisse ist zwischen den Kadetten und Payne eine Freundschaft entstanden. Payne hat sich in Virginia niedergelassen und mit Miss Walburn, die nun seine Lebensgefährtin ist, das Waisenkind Tiger adoptiert. Payne geht nun bei der Begrüßung der neuen Kadetten zwar nicht mehr ganz so aggressiv vor wie früher, zeigt aber immer noch deutlich, wer das Sagen hat.

## Kritiken
Roger Ebert schrieb in der Chicago Sun-Times vom 24. März 1995, die Handlung sei altbekannt, die Dialoge und die Darstellungen seien es nicht. Die Komödie sei die beste Arbeit von Damon Wayans seit der TV-Serie „In Living Color“. Mick LaSalle schrieb in der San Francisco Chronicle vom 24. März 1995, die zynisch gemachte, schmerzhaft lange Komödie beinhalte keinen einzigen Lacher.

„Eine sowohl psychologisch als auch inszenatorisch unglaubwürdige Geschichte, die ihren geringen Unterhaltungswert mit komischen Elementen zu steigern versucht. Fragwürdig durch die positive Darstellung militärischer Tugenden, die den Film zu einer Werbekampagne für die US-Marines machen.“

## Hintergrund
Der Film wurde an der Miller School of Albemarle in Charlottesville gedreht und nahm in den Kinos weltweit rund 30,1 Millionen US-Dollar ein, davon allein etwa 29,4 Millionen US-Dollar in den USA. Die Handlung orientiert sich an der oscarnominierten Originalgeschichte von Joe Connelly und Bob Mosher, welche von Jerry Hopper unter dem Titel Der Privatkrieg des Major Benson (The Private War of Major Benson, 1955) mit Charlton Heston in der Hauptrolle verfilmt wurde.

## Sonstiges
Der Nachname des Major Payne stellt in der englischen Originalsprache einen gewissen Wortwitz dar. Ausgesprochen wird der Name wie das englische Wort „Pain“, was zu deutsch „Schmerz“ bedeutet. Major Payne kann also als „Major Schmerz“ oder auch als „große Schmerzen“ verstanden werden.